# Emmanuel Atuyakila
 Emmanuel Atuyakila Kimbaku  (né à Kikawu le 13 février en 1968) est un homme politique de la République démocratique du Congo et député national, élu de la circonscription de Feshi dans la province de Kwango,,,.

## Biographie
Emmanuel Atuyakila Kimbaku, il est né à Kikawu le 13 février 1968, élu député national dans la circonscription électorale Feshi dans la province de Kwango, il est membre du groupement politique CPR.